# Sol Picó i Monllor
Sol Picó i Monllor (Alcoi, l'Alcoià, 1967) és una ballarina i coreògrafa de dansa contemporània valenciana.

## Biografia
Ballarina i coreògrafa, Sol Picó també és la fundadora de la companyia de dansa contemporània que du el seu nom i que va crear el 1993, i que des del 1994 dirigeix al costat de la gestora Pia Mazuela.
Graduada en dansa espanyola i clàssica pel Conservatori Òscar Esplà (Alacant), va ampliar estudis a Barcelona, on va estudiar sota la direcció, entre d'altres, de Cesc Gelabert, Ramon Oller i Andreu Bresca, i el 1988 viatjà fins a París. Sol Picó ha fusionat la formació en clàssic i espanyol amb els itineraris de la dansa contemporània, les bases folkòriques, la cultura popular i la personalitat del seu poble.

## Trajectòria
Sol Picó va començar la seva carrera en solitari amb un treball titulat Diversos animales (1992), emmarcat en un acte, que van anomenar «Los Pluralistas», que va aglutinar artistes significatius del panorama creatiu barceloní com Sixto Peláez, Marcel·lí Antúnez i Carlus Padrissa.
L'any 1993 Sol Picó crea Peve espectacular dance poemato, el seu primer espectacle de llarga durada, que van subvencionar l'Ajuntament de Barcelona i el CAT de Sevilla, que fou preestrenat a Dansa València i estrenat al Festival Itàlica de Sevilla el 1994 i que després circulà per diversos teatres i festivals d'Europa i de l'Amèrica del Sud.
Spitbrides (1995) és un espectacle de vint minuts per a carrer que enceta una col·laboració artística amb la saxofonista Mireia Tejero i que engega una manera de fer trencant estereotips, especialment pel que fa a la feminitat —que ha continuat al llarg de tota la seva carrera— i a la versatilitat, característiques que l'han feta visible tant al carrer com a les sales de teatres d'arreu del món. Aquesta peça donarà lloc a la gran producció de Razona la vaca, la primera de moltes altres que s'estrenaran al Mercat de les Flors, i a Planeta Basura (1997), una peça de carrer que inclou dues col·laboradores més de llarg recorregut: la baterista Mercè Ros i la ballarina Carme Vadell.
En aquest treball d'equip existeix un component de festivitat i d'improvisació, com si fos una festa que acaba adquirint una forma concreta: la de l'espectacle. I és que per damunt de tot sembla que plani l'esperit de les festes de moros i cristians i la seva música ensordidora dels pobles del País Valencià. La música dels seus espectacles, molt sovint en directe, és una altra de les eines que empeny la festa i reforça la barreja d'estils.
Molts espectacles estan pensats per al carrer, jugant amb la transformació del paisatge quotidià en un espai extraordinari: és on té lloc un ritual d'ordre metafísic que tant manlleva del funambulisme dels gitanos com del risc dels homes-bala. En canvi, als espectacles de sala és més fàcil d'observar els detalls de la seva particular tècnica i de les narracions més elaborades, plenes d'idees per llegir entre línies.
Després de passar per Nova York amb una beca de formació de la Generalitat de Catalunya, la trobada amb La Danaus —col·lectiu d'art d'acció i d'improvisació lleonès format per Kike Blanco i Javier Cambero— també és important per a la seva evolució artística, atesa la complicitat creativa que van establir. Així, el 1998 Sol Picó va fer la coreografia per a la seva obra Etrangle, mentre que el 1999 van coproduir D.V.A. (Dudoso Valor Artístico).
Amb el primer solo de llarga durada, Bésame el cactus (2000), Sol Picó va guanyar nou guardons diferents: la menció honorífica Ciutat de Barcelona de les arts escèniques; el premi d'Arts Escèniques 2002 de la Generalitat Valenciana a la millor intèrpret femenina de dansa, la millor direcció coreogràfica i millor espectacle de dansa; el premi MAX a la millor coreografia i millor intèrpret femenina de dansa; el premi Aplaudiment 2001 del premi Sebastià Gasch de les Arts Parateatrals / FAD; el premi de la Critica Valenciana 2002, i el premi Butaca 2002 al millor espectacle de dansa.
A banda de les creacions d'espectacles de dansa, Sol Picó col·labora fent d'assessora de moviment amb companyies de teatre com La Fura dels Baus —Dadle Café (1997)— i Sèmola Teatre —Esperanto (1998)— i amb directors com Joan Ollé —Cròniques (2003)—, Carme Portaceli —Lear (2003)—, Sergi Belbel —El ball (2009), que rep el premi MAX de les Arts Escèniques a la millor coreografia i com a millor intèrpret femenina de dansa— i Ferran Madico —Quan despertem d'entre els morts (2013).
Durant el 2007 pren la direcció artística del projecte TDansa del Teatre Nacional de Catalunya i també treballa en àmbits com l'òpera o el videoart: ho fa al costat de Carles Santos en l'espectacle d'inauguració del Teatre l'Archipel de Perpinyà amb l'obra La cantante de l'Archipel (2011); en l'obra lírica Viento (es la dicha del amor) (2013), amb dramatúrgia d'Andrés Lima per al Teatro de la Zarzuela de Madrid; al videodansa de Joan Pueyo No paris (1996), i al curtmetratge de Pau Durà Praeludium (2009). En relació amb l'art plàstic, crea una peça curta per al Museu Picasso de Barcelona dins l'exposició «Picasso davant Degas» (2010) i una peça especial per al MNAC consistent en una visita guiada per l'exposició del Romànic titulada Llàgrimes d'àngel (2011).
No és menys important la seva vessant pedagògica, que s'accentua a partir del 2006. En aquesta data deixa l'espai compartit a La Caldera, al barri de Gràcia, i lloga un local propi que bateja amb el nom de La Piconera. Això li permet d'engegar una sèrie d'accions més obertes a la ciutat, des de la formació de ballarins fins a la preparació infantil i la relació amb escoles del barri del Poble-sec, on se situa el local.
El llac de les mosques (2009) és la peça amb què celebra els quaranta anys i per la qual rep el premi FAD Sebastià Gasch, el premi del 23è Festival Internacional de Teatre i Dansa d'Osca 2009 per la millor proposta de dansa i el premi Max 2010 de les arts escèniques a la millor coreografia. Per commemorar els quinze anys de companyia el 2010 l'editorial LiquidDocs presenta un monogràfic sobre Sol Picó. El mateix any participa al Pavelló d'Espanya de l'Exposició Universal de Xangai.
Sol Picó és una de les artistes que des de Barcelona té més projecció mundial, amb aparicions constants a teatres d'arreu del món. En total, Sol Picó ha creat trenta-tres obres, per les quals ha rebut una dotzena de premis MAX, i molts d'altres, entre els quals destaca el premi Nacional de Dansa (2005) i el premi del programa de TV2 «Continuarà». Uns premis que són la constatació de la facilitat amb què aquesta artista connecta amb el públic allà on va.

### Sol Picó Cia
Fundada l'any 1994 per la ballarina i coreògrafa alcoiana, ha dut a terme més de 900 representacions a 25 països d'arreu del món amb un ampli repertori.
Des dels inicis, el seu treball s'inscriu en una línia de mestissatge en què interaccionen diferents gèneres i en què l'humor sempre hi és present. En totes les creacions, Sol Picó utilitza elements de la cultura popular, amb la qual ha bastit una iconografia pròpia, alhora que ofereix un clar exemple de la relació entre mite i memòria, tant individual com col·lectiva. La creadora, a més, construeix ponts entre mons antagònics i els fa quallar. Balla flamenc amb les seves característiques sabatilles de punta vermelles i utilitza vestuaris guerrers vetllant arquetips femenins. La música també esdevé una eina més per reforçar aquesta idea; es val des de cançons de sempre fins a arriscats arranjaments interpretats en directe.
Sol Picó Cia. de Dansa és una de les companyies catalanes més guardonades. Entre la vintena de guardons que ha rebut, destaquen el Premi Nacional de Dansa de Catalunya, 7 Premis Max, 3 Premis de les Arts Escèniques de la Generalitat Valenciana, 2 Premis Butaca i el Premi FAD Sebastià Gasch 2009 per l'espectacle ‘El llac de les mosques'.

## Premis i reconeixements
Al llarg de la seva carrera ha rebut diversos guardons i premis, entre ells 10 Premis MAX:
- 2020 Creu de Sant Jordi.[3]

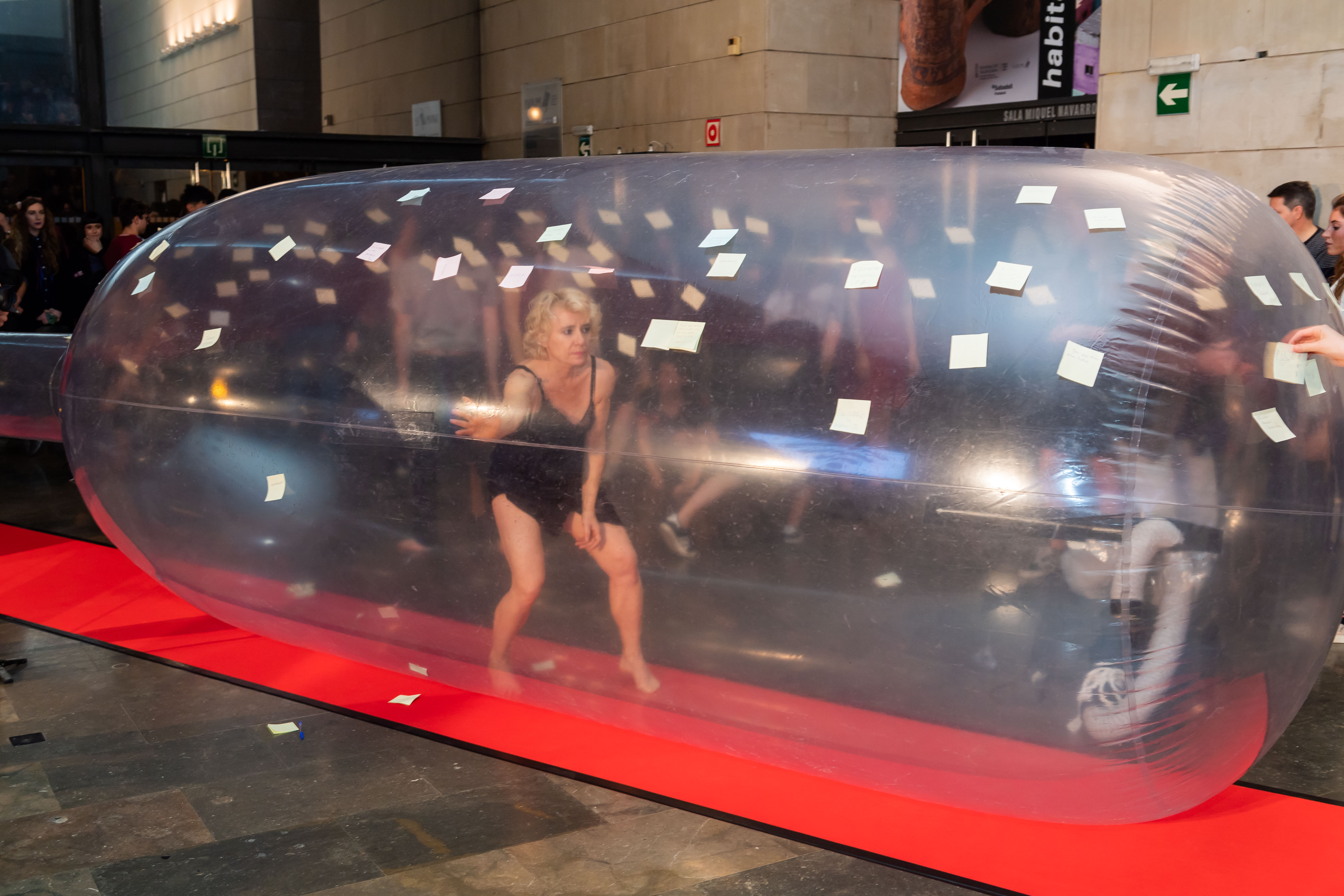
Actuació de Sol Picó a l'IVAM de València.

- 2015: Premi Ciutat de Barcelona de dansa[4]
- 2012: Guardonada amb el premi del programa Continuarà de RTVE
- 2011: 2 Premis MAX de les Arts Escèniques a Millor Coreografia i Millor Intèrpret Femenina de Dansa per El Ball[5]
- 2010: Premi MAX de les Arts Escèniques: Millor Coreografia per El Llac de les mosques
- 2009: Premi MAX de les Arts Escèniques: Millor Espectacle de dansa per Sirena a la Plancha
- 2009: Premi a la millor proposta de Dansa de la 23a Fira Internacional de Teatre i Dansa de Huesca per El Llac de les Mosques
- 2009: Premi al millor espectacle de la 15 edició del Festival Internacional de Teatre de carrer de Pula, Croàcia, "15 International Theater Festival PUF", per Sirena a la Plancha
- 2009: Premi FAD Sebastià Gasch per l'obra El Llac de les Mosques
- 2005: Premi MAX de les Arts Escèniques a la millor Coreografia per Paella Mixta.
- 2004: Premi Nacional de Dansa de la Generalitat de Catalunya
- 2004 2 Premis Max de les Arts Escèniques al millor Espectacle de Dansa i Millor Coreografia, per La Dona Manca o Barbi-Superestar.
- 2003 Premi Butaca al millor Espectacle de Dansa, per La Dona Manca o Barbi-Superestar.[6]
- Premi del Públic de Tarragona al millor Espectacle de Dansa per Bésame el Cactus.
- 2003 Premi Max de les Arts Escèniques al millor Espectacle de Dansa, per Bésame el Cactus
- 2003 3 Premis de les Arts Escèniques de la Generalitat Valenciana: a la millor Intèrpret de Dansa, millor Direcció Coreogràfica i millor Espectacle de Dansa, per Bésame el Cactus.[7]
- 2002 2 Premis MAX de les Arts Escèniques com Millor Coreografia i Millor Intèrpret Femenina de Dansa per Bésame el Cactus[7]
- 2002 Distingit Bésame el Cactus amb « Aplaudiment del Premi Sebastià Gasch de les Arts Parateatrals / FAD »
- 2002 Premi de la Crítica València 2002 per Bésame el Cactus.[7]
- 2002 Premi Butaca al millor Espectacle de Dansa 2002 per Bésame el Cactus.[7]

## Espectacles
- 31 maig 2014. One-hit wonders. Sol Picó i Ernesto Collado. Mostra d'Alcoi. Sol Picó cia de danza.
- 9 novembre 2012. Memòries d'una puça. Sol Picó i Ernesto Collado. Teatre de Salt. Festival Temporada Alta. Sol Picó cia de danza.
- 18 maig 2012. Spanish Omelette. Festival Umore Azoka de Leioa. Sol Picó cia de danza.
- 17 març 2012. Llàgrimes d'àngel. MNAC, Barcelona. Sol Picó cia de danza.
- 30 juny 2011. Petra, la mujer araña y el putón de la abeja Maya. Festival Grec, Barcelona. Sol Picó cia de danza.
- 5 octubre 2010. Matar al bicho. Centre Arts Santa Mònica, Barcelona. Sol Picó cia de danza.
- 5 març 2009. El llac de les mosques. Mercat de les Flors, Barcelona. Sol Picó cia de danza.
- 27 juny 2008. Sirena a la plancha. Festival Viva Cité de Sotteville-lès-Rouen, França. Sol Picó cia de danza.
- 21 juliol 2006. La Prima de Chita. Mercat de les Flors, Barcelona. Sol Picó cia de danza.
- 24 agost 2004. La Divadivina. Fòrum de les Cultures, Barcelona. Sol Picó cia de danza.
- 1 juny 2004. Paella Mixta. TNC, Barcelona. Sol Picó cia de danza.
- 28 juny 2002. Amor Diesel. Sol Picó i Kike Blanco. Festival Viva Cité de Sotteville-lès-Rouen, França. Sol Picó cia de danza.
- 26 maig 2003. La dona manca o Barbisuperestar. TNC, Barcelona. Sol Picó cia de danza.
- 9 juny 2001. Bésame el Cactus. Sala L'Escorxador. Festival de Teatre de Sitges. Sol Picó cia de danza.
- Juliol 1999. D.V.A. (Dudoso Valor Artístico). Festival Grec de Barcelona
- 10 juliol 1998. E.N.D. (Esto No Danza). Festival Grec de Barcelona
- 1997. Planeta Basura. Festival de Carrer de Tàrrega.
- Novembre 1997. Love is Fastic. Dixon Place de Nova York - EUA
- Març 1996. Razona la Vaca. Fàbrica Europa de Florència - Itàlia
- 1995. Spitbrides.
- 1994. Peve, Espectacular Dance Poemato. Festival Itálica'94, Teatro Central de Sevilla[2]